# Máscara Kanaga
A máscara Kanaga é uma máscara dos dogons do Mali tradicionalmente usada pelos membros da Sociedade Awa, especialmente durante as cerimônias do culto aos mortos (dama, cerimônia de luto).

## Simbolismo
A máscara Kanaga evoca o Deus Criador Amma. Apresenta uma forma de cruz dupla, que lembra a criação do mundo, dançada durante as cerimônias fúnebres onde é utilizada pelos membros da sociedade Awa.  O público não iniciado em geral tende a ver ali vários temas de animais: o kommolo tebu (um pássaro),  o lagarto, a iguana, o barâmkamza dullogu (um inseto aquático), a mão de Deus ou o espírito feminino das árvores (gyinu ya).  A máscara é representada tanto na forma masculina quanto na feminina. A versão masculina é a mais numerosa. 
A máscara kanaga está representado na bandeira do Sudão Francês (1892–1958) e da efêmera República do Sudão (1958–1959). Assim como a da Federação do Mali (1959–1960), que agrupava o Senegal e a República do Sudão.

## Galeria

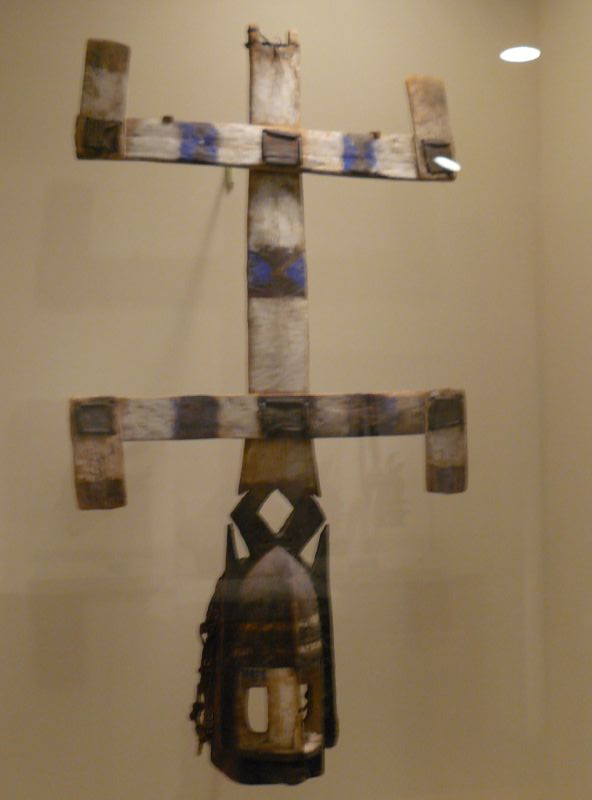
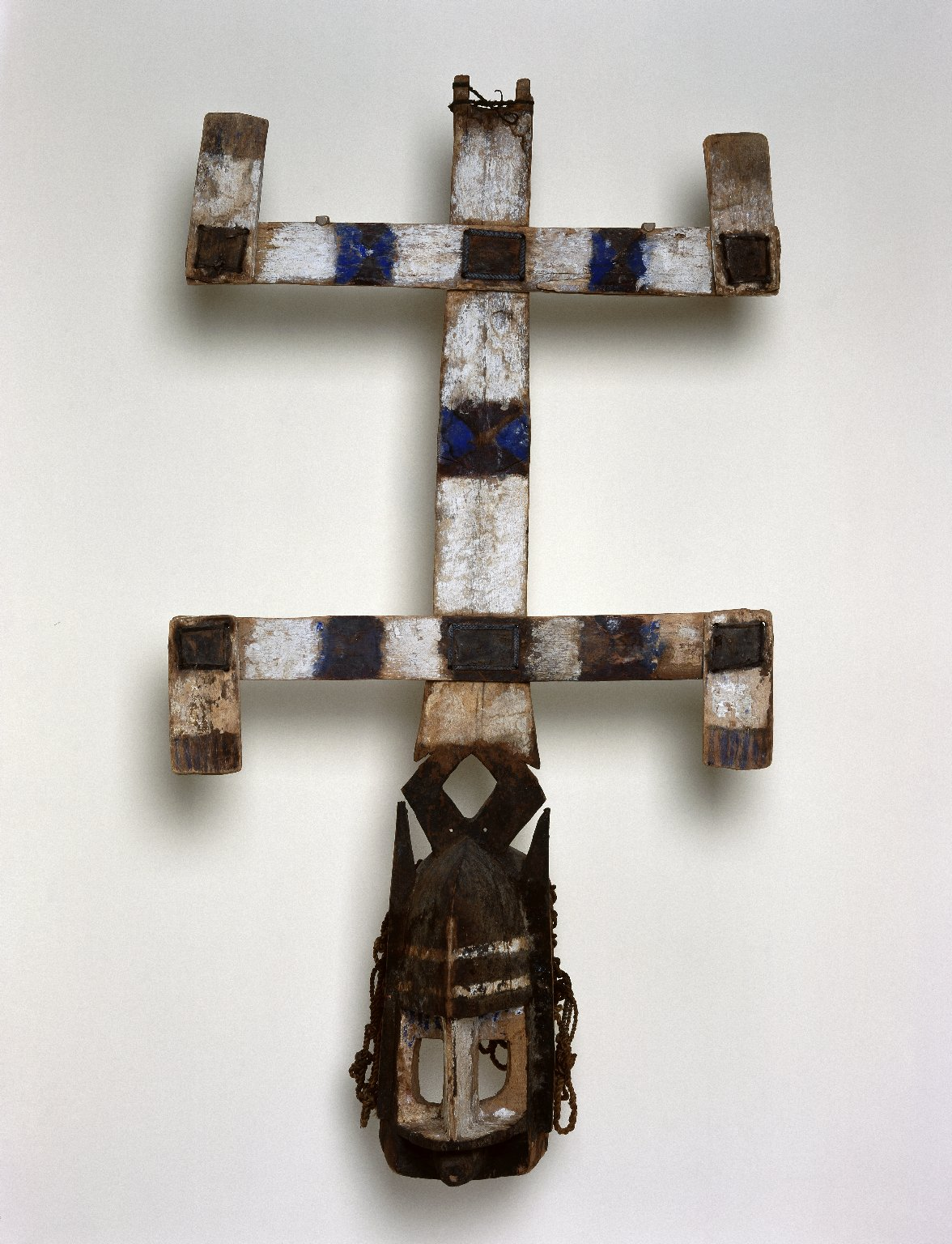
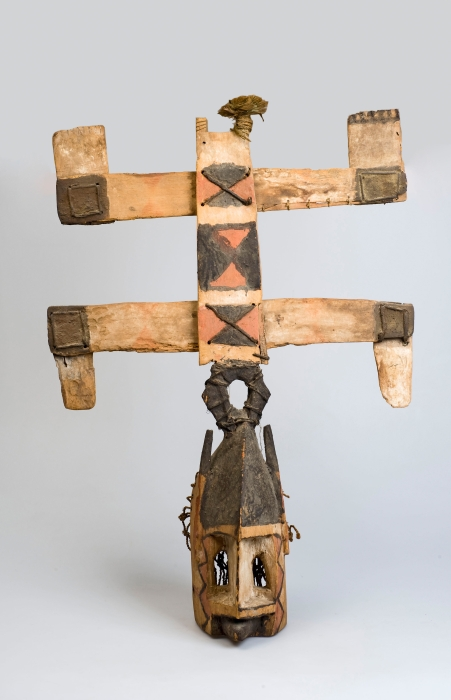
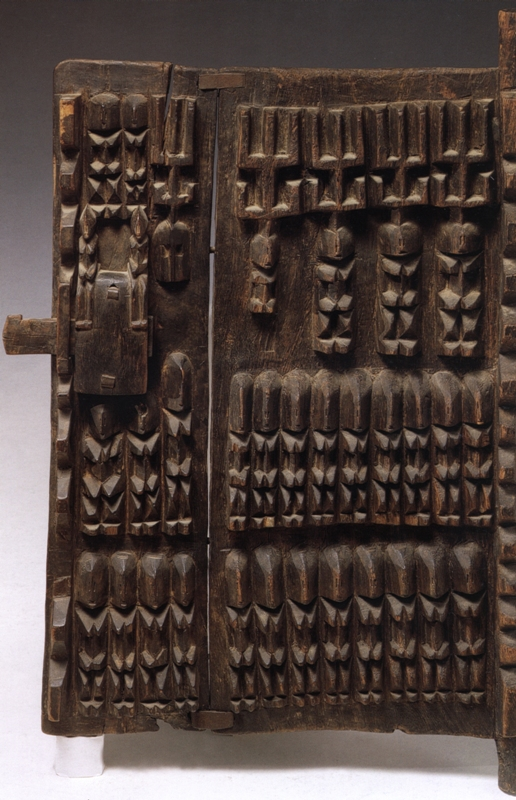
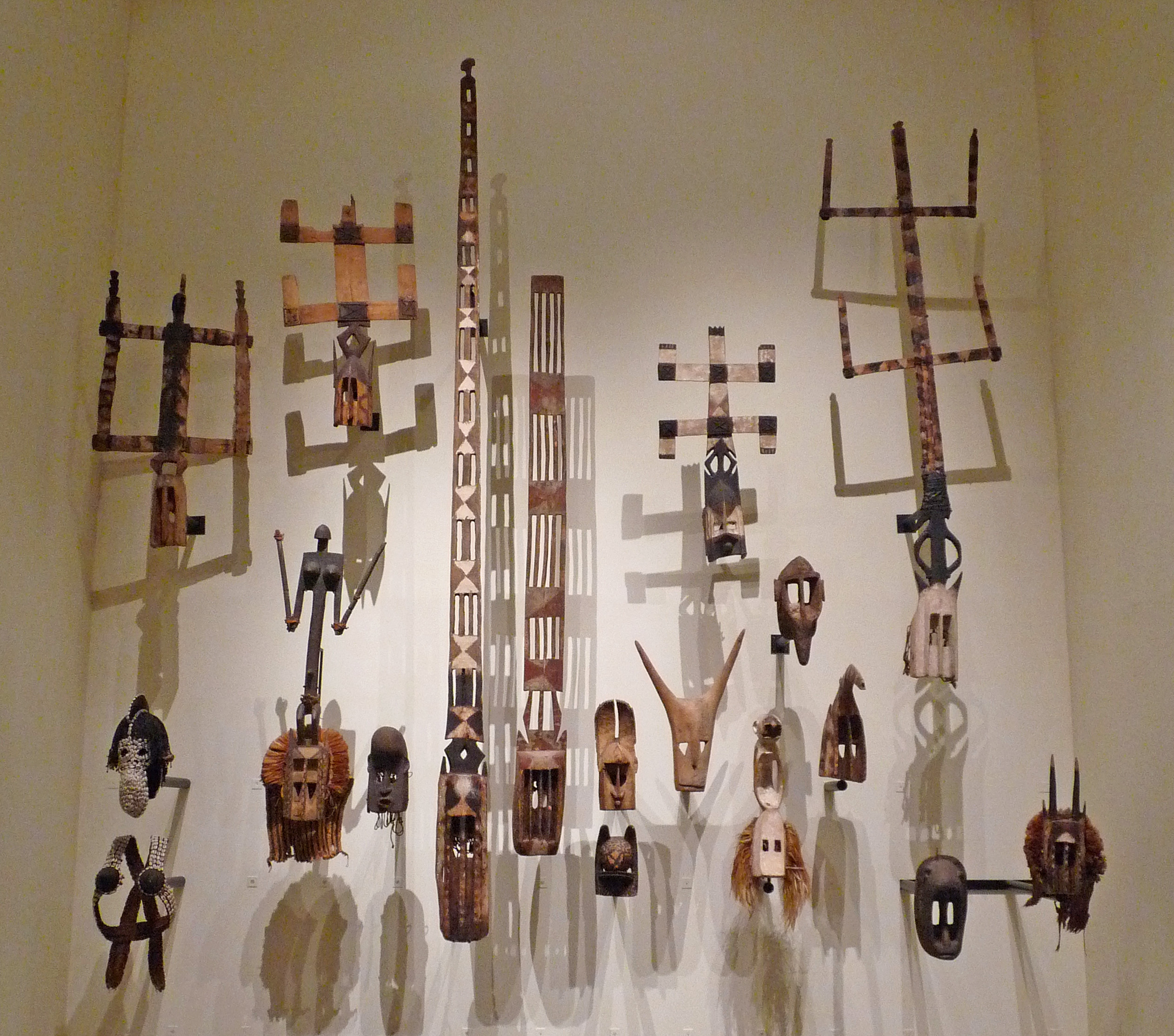
Bandeira do Sudão Francês
Bandeira da Federação do Mali (1959-1961)